# Guatteria guianensis
Espèce
Statut de conservation UICN

 LC  : Préoccupation mineure
Synonymes
Selon GBIF (13 février 2023) :
- Aberemoa guianensis Aubl. - Basionyme
- Aberemoa guianensis subsp. guianensis Aubl.
- Aberemoa guianensis var. glabrescens Sagot
- Guatteria aberemoa Dunal
- Guatteria aberemoa var. microcarpa DC.
- Guatteria abremoa var. microcarpa DC.
- Guatteria calophylla R.E.Fr.
- Guatteria calophylla subsp. calophylla R.E.Fr.
- Guatteria excellens R.E.Fr.
- Guatteria excellens subsp. excellens R.E.Fr.
- Guatteria multivenia Diels
- Guatteria multivenia subsp. multivenia Diels
- Guatteria robusta R.E.Fr.
- Guatteria robusta subsp. robusta R.E.Fr.
- Uvaria aberemoa F.Dietr.

Selon Tropicos (13 février 2023) :
- Aberemoa guianensis Aubl. - Basionyme
- Guatteria aberemoa Dunal
- Guatteria aberemoa var. microcarpa DC.
- Guatteria calophylla R.E. Fr.
- Guatteria excellens R.E. Fr.
- Guatteria multivenia Diels
- Guatteria robusta R.E. Fr.

Guatteria guianensis est une espèce de petit arbre appartenant à la famille des Annonaceae, connue en Guyane sous les noms de Apelemuɨ' (Wayãpi), Pomme canelle (Créole), Mamanyaré (Nenge tongo) ou anciennement Abéremou (Galibi).

Ailleurs, on l'appelle Envira-da-mata, Invira au Brésil, Muecantokaroriká (Makuna), Pö-ö-ká-no (Gwanano), Pweé-ka-no (Tukano et Desano) en Colombie, Moncapatamo (Huaorani), Yaris (Shuar)  en Équateur, Wáshi yéis, Wasri yais, Wuáshi yais (Shuar), Carahuasca, Espintana au Pérou.

## Description
Guatteria guianensis se caractérise par la combinaison de feuilles verruqueuses, souvent très grandes, avec une nervure marginale bien distincte, et à ses jeunes rameaux recouverts d'un indumentum velouté de poils bruns dressés, généralement frisés, lorsqu'ils sont jeunes, atteignant environ 0,5 mm de long.
Guatteria guianensis est un arbre haut de 3-25 m pour 4-25 cm de diamètre.
Les jeunes rameaux et pétioles sont densément recouverts d'une couche veloutée de poils bruns dressés, souvent frisés, longs d'environ 0,5 mm, devenant glabre avec l'âge.
Les feuilles portent un pétiole long de 0-10 mm, pour 4-8 mm de diamètre.
Le limbe mesure 20-63 x 6-21 cm (indice foliaire 2,6-4.5), est de forme étroitement elliptique à étroitement elliptique-obovale, de texture chartacée à finement coriace, de couleur brun ou verdâtre à brun grisâtre et souvent un peu brillant en dessus, brun en dessous, densément à assez densément verruqueux, glabre en dessus, assez densément à peu couvert de poils dressés à apprimés en dessous, à base atténuée, extrême base un lobule arrondi de chaque côté, à apex acuminé (acumen long de 5-30 mm se terminant par une pointe aiguë),
La nervure primaire est imprimée au-dessus.
On compte 20-35 paires de nervures secondaires, imprimées au-dessus, formant une nervure marginale, à une distance d'au moins 1-7 mm de la marge.
Les nervures tertiaires sont plates à surélevées au-dessus, percurrentes.
L'inflorescence se compose de 1(-2) fleurs disposée à l'aisselle des feuilles ou sur des rameaux sans feuilles.
Les pédicelles sont longs de 12-25 mm pour 2-3 mm de diamètre, atteignant jusqu'à environ 35 mm de long, pour 5 mm de diamètre lors de la fructification.
Ils sont densément recouverts de poils dressés à apprimés, articulés à 0,3-0.5 de la base.
Les bractées sont probablement rapidement caduques, celle supérieure de forme elliptique, est longue de 7-8 mm.
Les boutons floraux sont largement ovoïdes, aigus.
Les sépales sont presque libres, de forme largement ovale-triangulaire, mesurant 7-12 x 8-11 mm, étalés à réfléchis, densément couvert de poils dressés à apprimés sur la face extérieure.
Les pétales sont verts, devenant crème, blancs ou jaunes, de forme elliptique, mesurant 20-35 x 12-17 mm, à face externe densément couverte de poils gris-brunâtre dressés à apprimés.
Les étamines mesurent 2-3 mm, formant un bouclier conjonctif papilleux à glabre.
On compte 20-75 monocarpes, de couleur verte, devenant noir rougeâtre à noir (bruns au séchage), de forme ellipsoïde, mesurant 13-25 x 8-15 mm, assez densément à faiblement couverts de poils dressés à apprimés, à apex arrondi, apiculé à l'extrémité (apiculum long de 0,5-1 mm), au stipe mesurant 4-10 x 1,5-2 mm, et à paroi épaisse de 0,5-1 mm.
La graine mesure 15-25 x 6-9 mm, est de forme ellipsoïde, de couleur marron à marron-rougeâtre, à surface rugueuse, rainurée longitudinalement et transversalement, avec un raphé non distinct du reste de la graine.

## Répartition
Guatteria guianensis est présent en Colombie (Amazonas, Antioquia, Vaupés), en Guyane, en Équateur (Napo, Sucumbíos), au Pérou (Amazonas, Loreto, Madre de Dios, Pasco, San Martín) et au Brésil (Amapá, Amazonas, Pará, Rondônia).

## Écologie
On rencontre Guatteria guianensis dans les forêts de terre ferme, sur des sols argileux à sableux autour de 0-800 m d'altitude. Il fleurit de mars à décembre et fructifie toute l'année.
Guatteria guianensis produit des phytolithes.

## Utilisations
La pulpe du fruit mûr de Guatteria guianensis est comestible et sucrée. Son bois est employé au Pérou pour la construction des maisons.
La décoction amère de l'écorce utilisée chez les Wayãpi de Guyane comme remède de lavage externe pour la gale, et pour traiter les affections des organes génitaux masculins et féminins caractérisées par une douleur et avec accumulation de pus,.

### Chimie
Guatteria guianensis contient des alcaloïdes bisbenzylisoquinoléiques et biphényliques,,.

## Protologue
En 1775, le botaniste Aublet décrit cette plante pour la première fois et propose la diagnose suivante : 

« ABEREMOA Guianenſis. (Tabula 245.)
Frutex viginti-pedalis 5 caulis ramoſus. Folia alterna, ampla, ovata, oblonga, acuta, integerrima, ſupernè & infernè tomentoſa, obſcurè viridia, ſubſeſſilia. Flores ſolitarii, axillares. 

Fructum ferebat Decembri. 

Habitat in ſylvis remotis Sinémarienſibus. 

Nomen Caribeum ABEREMOU. 
[…]
L'ABÉRÉME de la Guiane.
Cet arbre ne s'élève pas fort haut. L'écorce du tronc eſt noirâtre; Son bois eſt blanc,dur. Les feuilles ſont alternes, épaiſſes, fermés chargées d'un léger duvet, ce qui les rend douces au toucher. Leur longueur eſt d'environ un pied & demi, ſur cinq pouces de large dans leur milieu. Elles ſont terminées par une longue pointe, & marquées de nervures fort ſaillantes en deſſous : leur couleur eſt d'un vert fonce. De l'aiſſelle des feuilles fort un pédoncule de deux ou trois pouces de longueur qui porte un grouppe de fruits entaſſes, dont chacun a un pédoncule long de trois lignes & plus. Ce fruit reſſemble a une baie, mais ſèche. Il n'étoit pas encore en maturité. Sous l'écorce eſt un noyau ride, oblong, fort dur, contenant une amande à deux lobes. 

Le bois s'emploie pour faire des chevrons. 

On trouvé cet arbre dans la terre ferme de la Guiane, dans les déſerts de Sinémari. Il eſt appelle ABÉRÉMOU par les Galibis. »

— Fusée-Aublet, 1775.